# Весна де Винча
Весна де Винча (рођена Весна Југовић, Београд, 1957) српска је телевизијска ауторка, новинарка, списатељица, редитељка и продуценткиња. Њена каријера обухвата рад у медијима, култури и међународној промоцији Србије. Најпознатија је као дугогодишња председница организације Мис Србије и по покретању значајних културних пројеката.

## Образовање и рана каријера
Весна де Винча је магистрирала економију на Економском факултету Универзитета у Београду. Касније је докторирала у области комуникологије на Универзитету Мегатренд, са докторском тезом под насловом Ексклузивно ТВ новинарство.
Професионалну каријеру започела је као новинарка и телевизијска ауторка. Од 1993. године била је уредница документарног програма на Радио-телевизији Србије. У раном периоду каријере, као ратна извештачица, сведочила је, како је сама рекла, "ужасима" и "свету безнађа", што је значајно утицало на њен каснији рад и окретање пројектима који промовишу позитивну слику земље.

## Медијска каријера и продукција

### Телевизијски рад и документарни филмови
Ауторка је познате документарне ТВ серије "Top Encounters" (Врхунски сусрети, 1993–2011), у којој је интервјуисала значајне светске личности, међу којима су Нелсон Мандела, Моамер Гадафи, Артур Ч. Кларк, Пако Рабан, Јасер Арафат, Симон Визентал и Ђина Лолобриђида.
Снимила је и друге запажене документарне филмове, међу којима су:
- Хасидова песма
- Тенге Њенге
- Анђели носе Праду
- Србија земља римских царева
- Крст Свете земље

### Продукцијски рад
Године 2004, основала је приватну компанију "De Vinca Production", преко које је реализовала бројне пројекте. Као генерална продуценткиња, продуцирала је Недељу моде у Грчкој у Солуну (2007, 2008. и 2009. године) и међународни догађај Balkan Beauty Ambassador у Порто Карасу. Чланица је жирија на Европском фестивалу независног филма ЕЦУ од 2006. године.
Ауторка је књиге "Манделин код", засноване на њеном последњем интервјуу са Нелсоном Манделом.

## Културни пројекти и брендирање Србије

### Организација "Мис Србије"
Весна де Винча је најпознатија као централна фигура у свету избора лепоте у Србији, обављајући функцију председнице организације Мис Србије. Њена компанија "Miss Yu" је 1995. године обезбедила лиценце за такмичења Мис света, од тадашње власнице Џулије Морли, и Мис универзума, од тадашњег власника Доналда Трампа.
Стицање ових лиценци догодило се у време када је Савезна Република Југославија била под међународним санкцијама и изолована. Де Винча је овај подухват описала као своју "судбину" и средство да "закачи" Југославију назад у глобалну арену, истичући да Мис света прати преко две милијарде људи, слично Олимпијским играма. Овај чин се сматра једним од првих примера културне дипломатије у том периоду.

### Serbia Fashion Day
Као ауторка и продуценткиња, основала је "Serbia Fashion Day" (Дан моде Србије), годишњи догађај високе моде који се стратешки одржава у Паризу током Париске недеље моде. Манифестација је посвећена промоцији српских дизајнера и културе на међународној сцени и одржава се под покровитељством Министарства спољних послова Србије и уз подршку Прве даме, Тамаре Вучић. Тематске колекције су често инспирисане српским наслеђем, попут оних посвећених Николи Тесли, отелотвореним у бренду "2B Tesla".

### Пројекат "Србија, земља јоргована"
Весна де Винча је творац пројекта "Србија, земља јоргована" (енгл. Serbia, Land of Lilacs), основаног 2007. године. Ова културна и хуманитарна иницијатива, која је добила подршку европских краљевских породица, има за циљ промоцију Србије кроз историјску причу о Долини јоргована. У оквиру пројекта, у сарадњи са Војно-болничким редом Светог Лазара Јерусалимског, донирала је медицинску опрему болницама у Краљеву и Сланкамену.

## Награде и признања
Добитница је неколико престижних награда за свој допринос култури:
- Награда Академије Иво Андрић – За посебан допринос српској култури и уметничко осветљавање изузетних историјских личности Србије.
- Годишња награда Међународног друштва јоргована – Као ауторки пројекта „Србија, земља јоргована“.
- Повеља Културно-просветне заједнице Београда – За специјални пројекат „Србија, земља јоргована”.
- Награда Удружења Капетан Миша Анастасијевић – Награда за "Најбољу идеју 2008. године" за пројекат „Србија, земља јоргована”.

## Приватни живот и филозофија
Весна де Винча је позната по неконвенционалном начину живота. Двадесет година живи на броду на ушћу Саве у Дунав. За себе каже да је "истраживач живота", а путовање сматра својом "религијом". Посетила је 71 земљу, увек са циљем "откривања", а не туристичке потрошње. Као најдраже дестинације истиче Јерусалим, Грчку и Индију. Свој авантуристички дух приписује оцу Мињи Југовићу, од кога је научила и историју своје породице, коју зна преко 30 генерација уназад.